# Hidden Hills
Hidden Hills ist eine Kleinstadt und geschlossene Wohnanlage im Los Angeles County im US-Bundesstaat Kalifornien. Das U.S. Census Bureau hat bei der Volkszählung 2020 eine Einwohnerzahl von 1.725 ermittelt.
Hidden Hills hat eine Fläche von 4,28 Quadratkilometern (Stand 2009). Der Ort liegt auf 328 m im San Fernando Valley nahe der Grenze zum Ventura County und nahe Los Angeles. Hidden Hills wird vom U.S. Highway 101 tangiert. Bürgermeister ist Larry G. Weber. 2011 war Hidden Hills die reichste Stadt der Vereinigten Staaten.

## Persönlichkeiten

### Söhne und Töchter der Kleinstadt
- Ashlee Bond (* 1985), israelische Springreiterin

### Persönlichkeiten mit Bezug zur Kleinstadt
- Kim Kardashian (* 1980), Unternehmerin, lebt in Hidden Hills
- Kanye West (* 1977), Rapper, lebt in Hidden Hills
- Dianne Foster (1928–2019), kanadische Schauspielerin, starb in Hidden Hills
- Grant McCune (1943–2010), Filmtechniker, starb in Hidden Hills
- Marie McDonald (1923–1965), Schauspielerin, lebte und starb in Hidden Hills
- Joel Goldsmith (1957–2012), Komponist, lebte und starb in Hidden Hills
- Joel McNeely (* 1959), Filmmusikkomponist, lebt in Hidden Hills
- Kaley Cuoco (* 1985), Schauspielerin, lebt mit ihrem Mann in Hidden Hills
- Drake (Rapper) (* 1986), lebt seit 2012 in Hidden Hills
- Taylor Hawkins (1972–2022), Schlagzeuger, lebte in Hidden Hills